# Clusiidae
Famille
Clusiidae est une famille d'insectes diptères brachycères.

## Sous-familles, genres et espèces
Selon Catalogue of Life (27 févr. 2013) :
- genre Alloclusia
- genre Allometopon
- genre Amuroclusia
- genre Apiochaeta
- genre Chaetoclusia
- genre Clusia
- genre Clusiodes
- genre Czernyola
- genre Hendelia
- genre Heteromeringia
- genre Melanoclusia
- genre Phylloclusia
- genre Procerosoma
- genre Prohendelia
- genre Sobarocephala
- genre Tetrameringia

Selon BioLib (22 mars 2015) :
- sous-famille Clusiinae
- sous-famille Clusiodinae
- sous-famille Sobarocephalinae

Selon NCBI (27 févr. 2013) :
- genre Allometopon
- genre Apiochaeta
- genre Chaetoclusia
- genre Clusia
- genre Clusiodes
  - non-classé Clusiodes melanostoma species complex
- genre Craspedochaeta
- genre Hendelia
- genre Heteromeringia
- genre Sobarocephala
- genre Tetrameringia

Selon Paleobiology Database (22 mars 2015) :
- genre Electroclusiodes
- genre Xenanthomyza
- sous-famille Clusiinae